# بركة بنت أحمد
بركة بنت أحمد بن عبد الرحيم بن الحسين بن عبد الرحمن (841 هـ - 973 هـ) المعروف والدها بأبي زرعة، ابن العراقي، وزوجها ناصر الدين بن النيدي. تتلمذت على جدها ورفيقه الحافظ الهيثمي، وأجاز لها أبوهريرة بن الذهبـي، وأبو الخير بن العلائي، وابن أبي المجد. وتوفيت في القاهرة.